# Christian Pape
Christian Pape (* Lippstadt) ist ein deutscher Informatiker. Er ist seit 2005 Professor an der Hochschule Karlsruhe.

## Leben
Pape beendete sein Informatikstudium an der Universität Karlsruhe 1996 und war danach als wissenschaftlicher Mitarbeiter am Institut für Logik, Komplexität und Deduktionssysteme (dem heutigen Institut für Theoretische Informatik) tätig. Er promovierte 1999 und arbeitete dann als Software-Architekt in der Schweiz. 2005 nahm er eine Professur an der Hochschule Karlsruhe an, wo er unter anderem in der Grundausbildung des Informatik-Bachelor-Studiengangs tätig ist.

## Schriften
- 1997: Using interactive visualization for teaching the theory of NP-completeness
- 1998: Teaching the reduction technique with interactive visualizations
- 1999: Animation strukturierter Beweise in der universitären Ausbildung, Dissertation an der Universität Karlsruhe, Karlsruhe, doi:10.5445/IR/126799.